# Xã New Britain, Quận Bucks, Pennsylvania
Xã New Britain (tiếng Anh: New Britain Township) là một xã thuộc quận Bucks, tiểu bang Pennsylvania, Hoa Kỳ. Năm 2010, dân số của xã này là 11.070 người.